# Через край
«Через край» (англ. Over the Edge), также можно встретить перевод «За гранью» — художественный фильм, снятый Джонатаном Капланом и вышедший на экраны в 1979 году. Сюжет картины основан на материале статьи, напечатанной в выпуске газеты The San Francisco Examiner за 11 ноября 1973 года и описывающей юношеский бунт, приведший к разрушению средней школы. В связи с этим фильм получил ограниченный прокат в конце 1979 года. Роль Ричи Уайта стала дебютом в кинематографе для молодого Мэтта Диллона.

## Сюжет
Фильм рассказывает о группе подростков, живущих в вымышленном городе Новая Гранада, изолированном от других пригородов и находящемся недалеко от Денвера (штат Колорадо). Город относительно молодой, и многие семьи переехали туда 2—3 года назад в поисках лучшей жизни, о которой неустанно твердит мэр города.
Главный герой фильма — Карл Уиллат (Майкл Эрик Крамер) — четырнадцатилетний подросток из благополучной семьи, переехавший из Нью-Йорка. Его отец (Энди Романо) владелец автосалона, который также является другом мэра города. После переезда Карл перестал чувствовать близость с отцом и подружился с Ричи Уайтом (Мэтт Диллон), находящимся на исправительном сроке и постоянно попадающим в полицию. Вместе со сверстниками они всё свободное время проводят в рекреационном центре, который закрывается в 18:00. После его закрытия они идут в парк, где покупают и употребляют наркотики и алкоголь, занимаются вандализмом и устраивают вечеринки во время отъезда родителей. Ричи и Карла постоянно терроризирует сержант Доберман (Гарри Нортап), который забирает их в участок независимо от того, виноваты они в чём-то или нет.
После того как Ричи и Карл проучили малолетнего наркоторговца Типа (Эрик Лалич) за то, что он сдал Доберману их друга Клода (Том Фергюс), и Ричи пригрозил ему незаряженным пистолетом, мать Типа заявила на них в полицию, и они пустились в бега на машине матери Ричи. Их застиг Доберман и, решив, что пистолет заряжен, застрелил Ричи. Карл несколько дней скрывался, приходя домой за деньгами во время отсутствия родителей.
Власти города закрыли клуб и ввели коммендантский час для подростков, начинающийся в 21:30. После случая с Ричи они вместе с мэром собрали срочное родительское собрание в школе. В это время нервы детей не выдержали, и они устроили восстание, забаррикадировав родителей в школе и устроив на улице беспорядок. Когда же приехали полицейские, они арестовали детей и поместили их в исправительную колонию.

## В ролях
| Актёр             | Роль             |
| ----------------- | ---------------- |
| Майкл Эрик Крамер | Карл Уиллат      |
| Мэтт Диллон       | Ричи Уайт        |
| Памела Людвиг     | Кори             |
| Гарри Нортап      | Сержант Доберман |
| Винсент Спано     | Марк Перри       |
| Том Фергюс        | Клод Захари      |
| Энди Романо       | Фред Уиллат      |
| Эллен Джир        | Сандра Уиллат    |

## Саундтрек
Саундтрек фильма почти полностью состоит из песен новой волны конца 1970-х годов, в особенности пауэр-поп групп Cheap Trick и The Cars. Исключения составляют Джими Хендрикс, Van Halen, Little Feat и Валери Картер.
Сторона 1
1. «Surrender» в исполнении Cheap Trick
2. «My Best Friend’s Girl» в исполнении The Cars
3. «You Really Got Me» в исполнении Van Halen
4. «Speak Now or Forever Hold Your Peace» в исполнении Cheap Trick
5. «Come On (Part 1)» в исполнении Джими Хендрикса

Сторона 2
1. «Just What I Needed» в исполнении The Cars
2. «Hello There» в исполнении Cheap Trick
3. «Teenage Lobotomy» в исполнении Ramones
4. «Downed» в исполнении Cheap Trick
5. «All That You Dream» в исполнении Little Feat
6. «Ooh Child» в исполнении Валери Картер

## Влияние
По словам Самюэля Байера — режиссёра видеоклипа к песне «Smells Like Teen Spirit» группы Nirvana — для создания в клипе «панковой атмосферы», о которой его просили музыканты, он обратился к фильму «Через край».